# رحلة الخطوط الملكية الهولندية رقم 844
رحلة الخطوط الملكية الهولندية رقم 844، كانت رحلة ركاب دولية مجدولة من مطار بياك-موكمير في غينيا الهولندية الجديدة (التي تُعرف حاليًا بإندونيسيا) إلى مطار مانيلا الدولي في العاصمة الفلبينية مانيلا، وذلك في 16 يوليو 1957. تحطمت الطائرة في خليج تشندراواسيه على بُعد 1.2 كيلومتر من مطار الإقلاع. أسفر الحادث عن مقتل 58 شخصًا من أصل 68 كانوا على متن الطائرة، بينهم 9 من أفراد الطاقم. كانت هذه الرحلة تُشكّل الجزء الأول من خط سير ينتهي في العاصمة الهولندية أمستردام.

## الطائرة
كانت الطائرة من طراز لوكهيد إل-١٠٤٩ سوبر كونستليشن، تحمل التسجيل PH-LKT وقد أُطلق عليها اسم "نيترون". رقم تصنيعها كان 4504، وأجرت أول رحلة لها في عام 1953، وقد راكمت ما مجموعه 11,867 ساعة طيران قبل الحادث. بعد وقوع حادث الرحلة 844، اعتبرت الطائرة خسارة كاملة (شطبت من الخدمة).

## الرحلة
بعد الإقلاع في الساعة 03:32 فجر يوم 16 يوليو 1957 من المدرج رقم 10 في مطار بياك-موكمير، طلب قائد الرحلة 844 التابعة لشركة كيه إل إم إبقاء أضواء المدرج مضاءة، والحصول على إذن للقيام بمرور منخفض فوق المدرج، وقد تمت الموافقة على كلا الطلبين.
قامت طائرة سوبر كونستليشن بمناورة دوران 180 درجة، لكنها فقدت الارتفاع أثناء الدوران حتى اصطدمت بالبحر في الساعة 03:36. تحطمت الطائرة وغرقت في مياه يصل عمقها إلى 250 مترًا (820 قدمًا).

## التحقيق

### السبب المحتمل
في البداية، نُسبت الحادثة إلى خطأ في القيادة من قبل الطيار و/أو عطل فني، دون وجود دليل مباشر يؤكد أيًا من السببين. وبما أن الحادث وقع ليلاً، فمن المحتمل أن يكون الطيار قد أخطأ في تقدير ارتفاعه نسبةً إلى سطح البحر.
أشار ملخص تقرير لجنة التحقيق في الحوادث إلى عدم وجود أدلة تثبت حدوث خطأ من الطيار أو عطل فني، لكنه شدد أيضًا على أن المخاطر المرتبطة بالإقلاع والهبوط لا ينبغي زيادتها دون داعٍ عن طريق إجراء تمريرات منخفضة أثناء الرحلات المجدولة التي تحمل ركابًا على متنها.